# 1743
Cette page concerne l'année 1743  du calendrier grégorien.
L'année 1743 est une année commune qui commence un mardi.

## Événements
- 1er janvier : les fils La Vérendrye, Louis-Joseph et François Gaultier remontent le Haut Missouri jusqu'au pied des montagnes Rocheuses. Le 30 mars, ils revendiquent l'ouest américain pour la France[1].
- 2 mars, guerre de l'oreille de Jenkins : les Britanniques attaquent La Guaira au Venezuela actuel, puis Puerto Cabello le 26 avril[2].
- 28 mai : Van Imhoff devient gouverneur général de la Compagnie néerlandaise des Indes orientales à Batavia (fin le 1er novembre 1750)[3]. Il tente de réformer les méthodes de commerce et de colonisation en usage en Indonésie, mais son réformisme fera faillite.
  - Le système colonial hollandais est gangréné par la corruption, le favoritisme et l’âpreté au gain. Le contrôle de territoires de plus en plus vastes dans un état de dépendance de plus en plus strict nécessite une flotte et une armée importante. La limitation de la production pour tenir les cours finit par tarir certaines ressources et les exportations vers l’Europe ont tendance à diminuer, alors que le marché asiatique est concurrencé par les Britanniques et les Français. Pour cacher les déficits et garantir les dividendes aux actionnaires, les directeurs pratiquent une politique systématique d’emprunts.
- 29 août : prise de Trichinopoly aux Marathes par le Nizam Asaf Jah Ier après cinq mois de siège[4].
- 11 novembre : traité entre Van Imhoff et le roi de Mataran Pakubuwono II[5]. Les Hollandais prennent le contrôle de L'île de Java.
- Éthiopie : début du règne de Amha Iyasus (en) (Amha-Yasous), roi du Choa (fin en 1774)[6].

### Europe
- 2 janvier : capitulation honorable de la garnison laissée à Prague (François de Chevert) après un siège de 18 jours ; l'armée de Belle-Isle avait dû quiter la ville dans la nuit du 16 décembre précédent pour échapper à la contre offensive autrichienne[7].
- 8 février, guerre de Succession d'Autriche : bataille de Camposanto (Modène), victoire austro-piémontaise sur les Espagnols[8].
- 20 mars : arrivée d'un navire qui propage la peste à Messine[9].
- 22 mars : le nouveau Gin Act reçoit la sanction royale au Royaume-Uni[10]. De fortes taxes frappent les alcools en Grande-Bretagne, contribuant à restreindre la consommation et à combattre l’alcoolisme largement répandu.
- 11 avril : mort de José del Campillo. Le marquis de la Ensenada devient Premier ministre en Espagne (fin en 1754)[11]. Il entame une politique de réforme fiscale. Il tente de supprimer alcabalas et millones (impôts indirects sur les produits de consommation) en leur substituant un impôt sur tous les revenus qui serait fondé sur l’étendue et la valeur des terres; Mais la cadastration nécessaire qui y conduit reste à peu près limitée à la Catalogne et l’estimation de la fortune mobilière ne peut être menée à bien (1750).
- 13 avril : fondation de l'université d'Erlangen en Bavière, à l'instigation de Daniel de Superville[12].
- 24 avril : une armée française de 55 000 hommes commandée par le maréchal de Noailles traverse le Rhin à Spire[8]
- 2 mai : George II de Grande-Bretagne se rend en Hollande pour prendre la tête d'une armée composée de troupes anglaises et hanovriennes[13]. Lord Carteret, par une habile diplomatie, réussit à isoler la France et à faire diriger la coalition par Georges II, électeur de Hanovre[14].
- 9 mai : victoire de Charles de Lorraine sur le général bavarois Minuzzi à Simbach, près de Braunau[8].
- 12 mai : Marie-Thérèse est couronnée reine de Bohême à Prague[15].
- 27 mai : Charles de Lorraine prend Deggendorf, contraignant le prince de Conti à se retirer[8].
- 30 mai : début de la rébellion dalécarlienne en Suède[16].
- Mai : création d’un Bureau des placets en Russie[17].
- 12 juin : le général autrichien Franz Leopold von Nádasdy (dit « Nadasti ») prend Munich ; De Broglie se retire sur le Rhin par la Souabe et la Franconie[8].
- 13 juin : naufrage du Hollandia, échoué aux îles de Scilly à son retour des Indes orientales[18].

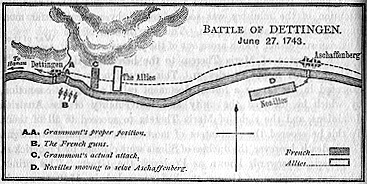
27 juin : plan de la bataille de Dettingen, 1921

- 27 juin (16 juin du calendrier julien) : 
  - Préliminaires de paix entre la Russie et la Suède[19].
  - Convention de Nieder-Schönefeld entre l'Autriche et la Bavière ; les pays bavarois sont occupés militairement par l'Autriche[15].
  - Bataille de Dettingen (Bavière). Les armées britannique et hanovrienne, rejointes par les Autrichiens, y défont l'armée commandée par le maréchal de Noailles, qui le 12 juillet se retire sur le Rhin à Spire[15].
- 10 août, Angleterre : Jack Broughton fixe les premières vraies règles de la boxe[20].
- 18 août (7 août du calendrier julien) : traité d'Åbo (Turku) entre la Russie et la Suède. La Carélie est annexée par les Russes. Adolphe-Frédéric, fils du duc de Holstein-Gottorp est imposé comme héritier par l’impératrice de Russie Élisabeth Petrovna. Fin de la Guerre Russo-Suédoise de 1741-1743[19].
- 27 août : début du ministère whig d'Henry Pelham, Premier ministre de la Grande-Bretagne (fin en 1754)[21].
- 8 septembre : reddition d'Egra, dernière place occupée par les Français en Bohême[15].
- 13 septembre : traité de Worms, alliance offensive entre l’Autriche, la Grande-Bretagne, la Saxe, le Hanovre et le royaueme de Sardaigne, qui se donnent pour but la conquête de l’Alsace, de la Lorraine et des Trois-Évêchés[22].
- 1er octobre : capitulation de la garnison française occupant la forteresse d'Ingolstadt[15].
- 25 octobre : traité de Fontainebleau, renouvellement du Pacte de famille entre les Bourbons de France et d'Espagne[22].
- 6 décembre : retour de l'ambassadeur de France La Chétardie à Saint-Pétersbourg[23] : reprise des relations franco-russes, interrompues pendant la guerre de la Russie contre la Suède.
- 20 décembre : traité de Vienne entre l'Autriche et la Saxe[22].

- Russie : création d’une conférence des ministres, équivalent du Cabinet[17].
- Enseignement obligatoire du catéchisme dans toutes les écoles russes[17].

## Naissances en 1743
- 18 janvier : Louis-Claude de Saint-Martin, philosophe français († 13 octobre 1803).
- 19 février : Luigi Boccherini, compositeur italien († 28 mai 1805).
- 28 février : René Just Haüy, minéralogiste français († 3 juin 1822).
- 9 mars : Johann Kaspar Füssli, peintre entomologiste et libraire suisse († 4 mai 1786).
- 28 mars : Dominique Doncre, peintre français († 11 mars 1820).
- 13 avril : Thomas Jefferson, futur président des États-Unis († 4 juillet 1826).
- 1er mai : Claude Alexis Cochard, juriste et homme politique français, député du tiers état aux États généraux de 1789 († 18 octobre 1815).
- 5 mai : Joseph-Hubert Lacroix, homme politique canadien † 15 juillet 1821).
- 24 mai : Jean-Paul Marat, membre de la Convention nationale († 17 juillet 1793).
- 6 juin : Anicet Charles Gabriel Lemonnier, peintre d’histoire français († 17 août 1824).
- 20 juin : Jean Florimond Gougelot, général de la Révolution française († 11 mai 1795).
- 8 juillet : Jean-Antoine Galtié, homme politique français, député du Lot au Conseil des Anciens († 19 mars 1808).
- 14 juillet : Gavril Derjavine, poète russe né à Karzan auteur de Felitsa († 20 juillet 1816).
- 20 juillet : Costillares (Joaquín Rodríguez), matador espagnol († 27 janvier 1800).
- 24 juillet : Giocondo Albertolli, architecte, sculpteur, décorateur et peintre italien d'origine suisse († 15 novembre 1839).
- 2 août : Louis Marie Sicard, peintre miniaturiste français († 18 juillet 1825).
- 19 août : Jeanne Bécu, dernière favorite de Louis XV († 9 décembre 1793).
- 26 août : Antoine Laurent de Lavoisier, chimiste français († 8 mai 1794).
- 8 septembre : Joseph Harris, organiste et compositeur anglais († 1814).
- 12 septembre : Jean-Baptiste Poncet-Delpech, homme politique, magistrat, homme de lettres français († 11 mars 1817).
- 17 septembre :
  - Nicolas de Condorcet (Marquis), mathématicien et homme politique français († 29 mars 1794).
  - Jean-Baptiste Massieu, religieux et homme politique français, député du clergé du bailliage de Senlis aux États généraux, Évêque constitutionnel du département de l'Oise († 6 juin 1818).
- 8 novembre : Johann Christian Ludwig Hellwig, entomologiste allemand († 10 octobre 1831).
- 23 novembre : Théophile Malo Corret de la Tour d'Auvergne, militaire celtisant français († 27 juin 1800).
- 1er décembre : Martin Heinrich Klaproth, chimiste allemand († 1er janvier 1817).
- Date précise inconnue :
  - Antoine Babron, peintre de genre, miniaturiste et aquarelliste français († 30 juin 1784).
  - Giovanni David, graveur et peintre italien († 1790).
  - Toussaint Louverture, président de la République noire et qui a proclamé l'indépendance de Saint-Domingue (Haïti) et a aboli l'esclavage (avant que Bonaparte le rétablisse) ( † 7 avril 1803).
  - Jean-Laurent Mosnier, peintre et miniaturiste français († 10 avril 1808).
  - Purangir, agent du râja de Bénarès et émissaire le 6e panchen-lama, Palden Yeshe († 3 mai 1795).

## Décès en 1743
- 3 janvier : Ferdinando Galli da Bibiena, peintre, architecte de style baroque, théoricien de l'art et scénographe italien (° 19 août 1657).
- 23 janvier : Girolamo Donnini, peintre baroque italien de l'école bolonaise (° 18 avril 1681).
- 29 janvier : Le Cardinal Fleury, premier ministre de Louis XV, à l'âge de 90 ans (° 28 juin 1653).
- 10 février (ou 19 ?) : Louise-Adélaïde d'Orléans, abbesse de Chelles, fille du régent Philippe d'Orléans (° 13 août 1698).
- 9 mars : Giuseppe Zola, peintre baroque italien (° 5 mars 1672).
- 20 avril : Alexandre-François Desportes, peintre français, spécialisé dans la peinture animalière (° 1661).
- 2 mai : Christian August Hausen, mathématicien, physicien, astronome allemand (° 19 juin 1693).
- 14 septembre : Nicolas Lancret, peintre français (° 22 janvier 1690).
- 24 octobre : Ferdinando del Cairo, peintre baroque italien (° 1665).
- 1er novembre : Eustache Restout, architecte, graveur et peintre français (° 12 novembre 1655).
- 18 décembre : Michele Marieschi, peintre et graveur vénitien (° 1er décembre 1710).
- 29 décembre :
  - Hyacinthe Rigaud, peintre français (° 18 juillet 1659).
  - Giovanni Cinqui, peintre italien (° 1667).
- Décembre : Fra Galgario, peintre italien (° 4 mars 1655).
- Date précise inconnue :
  - Antonio Filocamo, peintre baroque italien (° 1669).
  - Paolo Filocamo, peintre baroque italien (° 1688).
  - Litterio Paladino, peintre italien (° 1691).
  - Giovanni Tuccari, peintre italien (° 1667).
  - Caterina Vizzani, femme italienne travestie en homme (° 1719).